# Camouflage neige

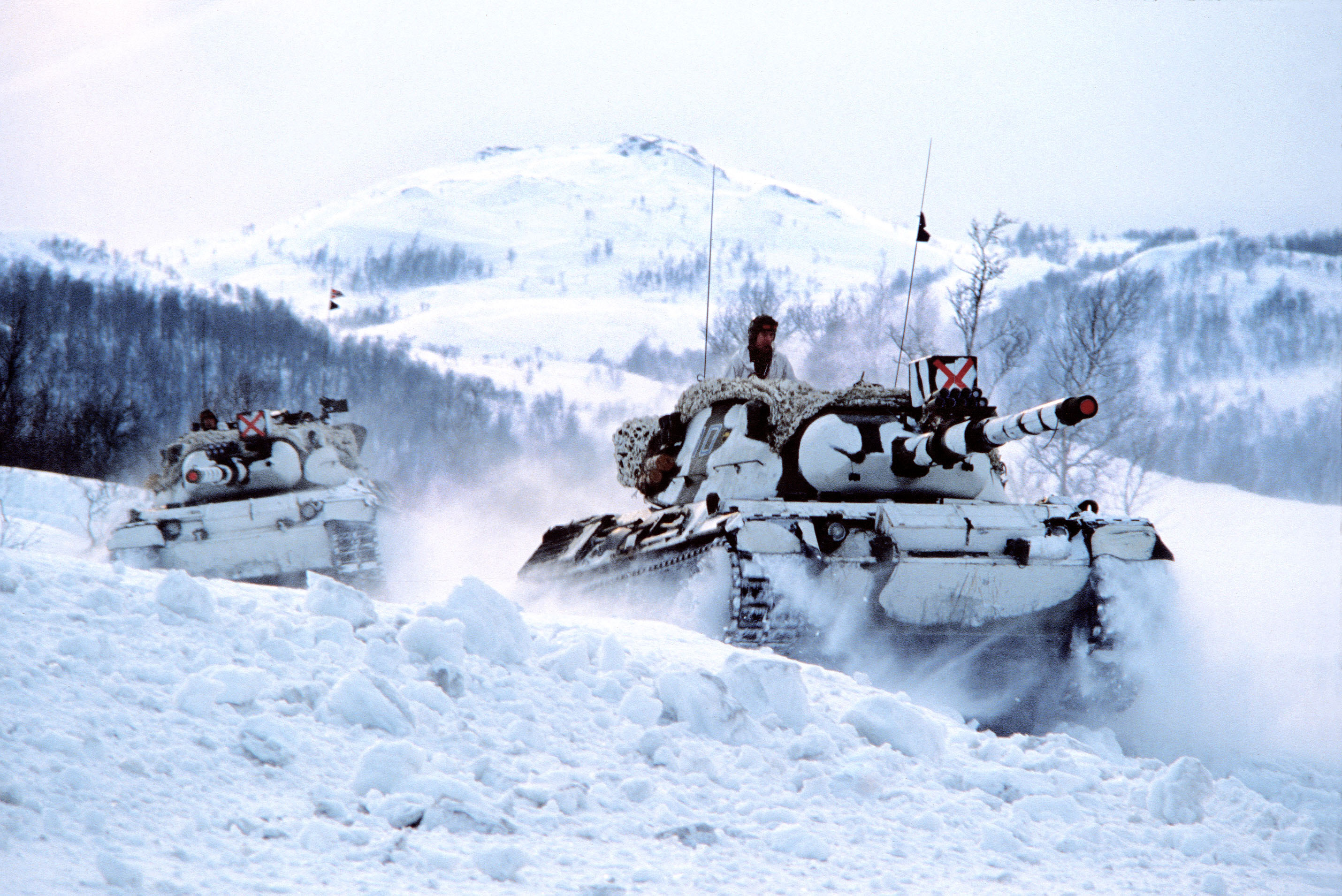
Camouflage hiver des soldats norvégiens et de leurs matériels en jouant sur les formes, les textures et les couleurs

Le camouflage neige regroupe l'ensemble des techniques destinées au camouflage militaire hivernal des soldats, de leurs matériels et de leurs installations en milieu enneigé. Si les motifs de camouflages peuvent être dérivés d'une version été ou désert, il existe des trames de camouflages spécialement étudiées pour se fondre dans le couvert neigeux. D'un fond uni blanc pour les environnements neigeux sans couvert végétaux, les camouflages peuvent intégrer diverses nuances de verts, de noir, de bruns ou de bleu selon que l'environnement comporte d'autres composantes que la neige elle-même. Le petit matériel est généralement simplement peint avec de la peinture permanente ou non, tandis que le fantassin emploiera des treillis adaptés, voir des ponchos pour lisser les formes face à un paysage dont le manteau neigeux a lissé, léché les formes. Généralement, ce type de camouflage ne concerne pas les matériels marins et aériens, dont l'environnement ne subit pas de changement de couleur. Le camouflage des signatures thermiques, notamment des véhicules, reste quasiment impossible.

## Historique

Illustrations historiques
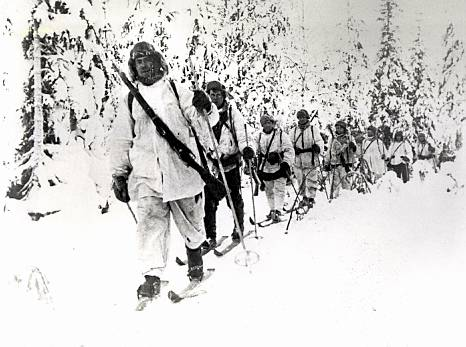
Fantassins finlandais
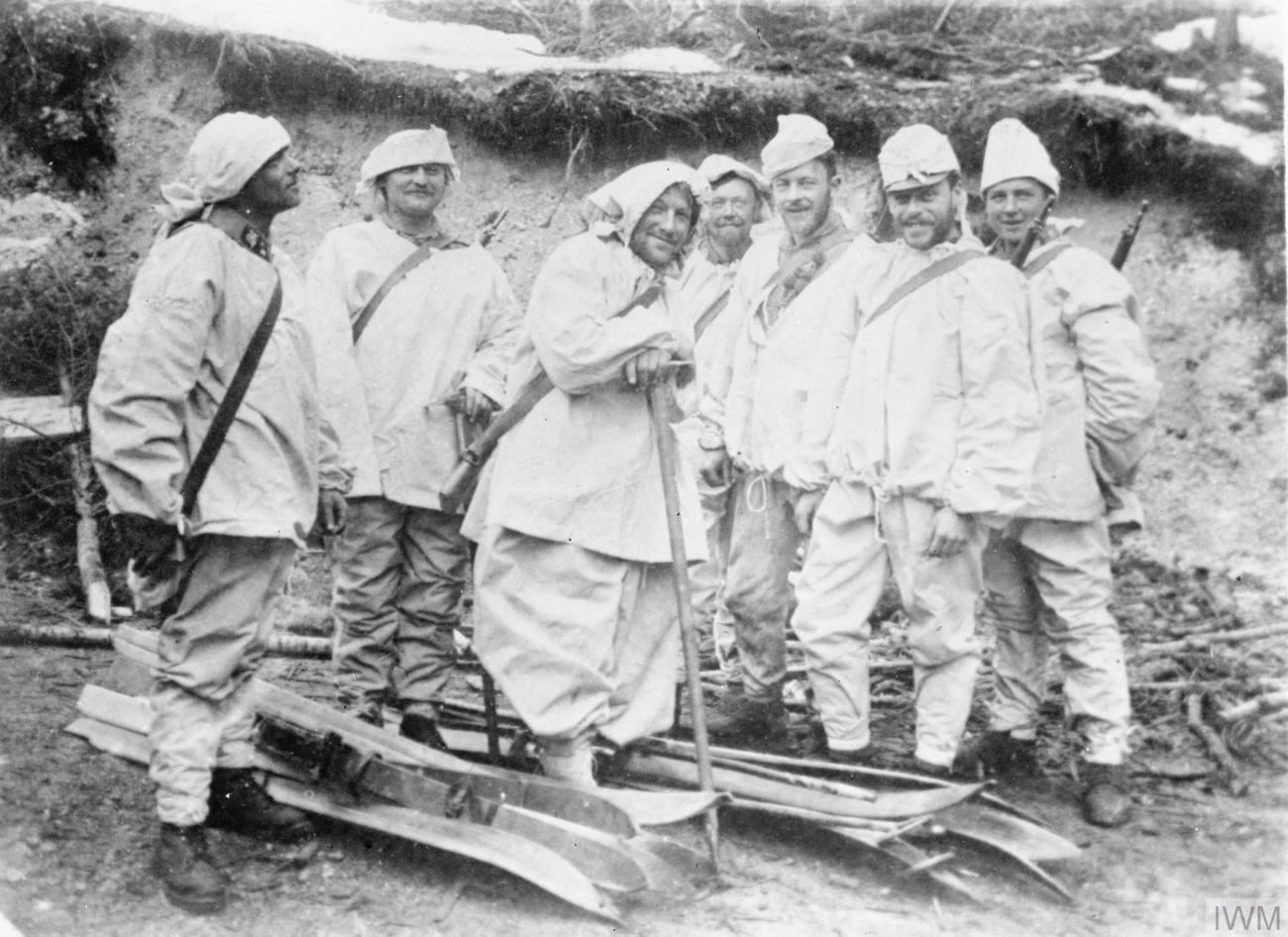
Soldats austro-hongrois sur le front italien de la Première guerre mondiale
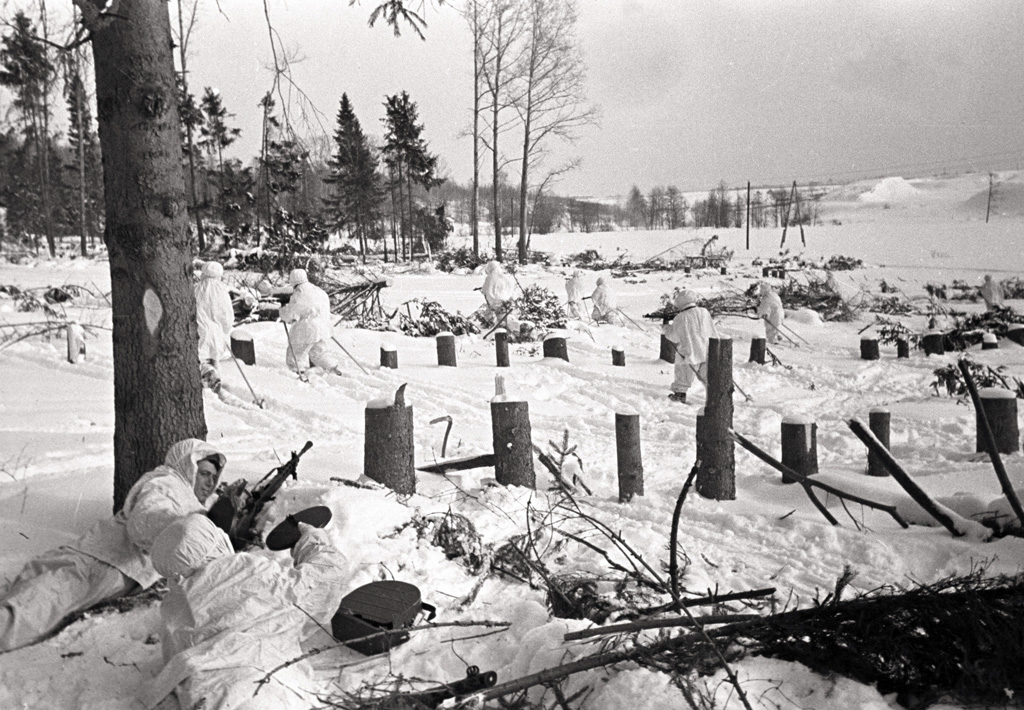
Guerre d'Hiver
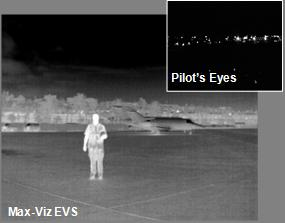
Mise en évidence un humain dans la nuit grâce à la vision thermique

## Aspects graphiques
Contrairement aux motifs de camouflage tempérés ou désert, les camouflages arctiques et montagnards sont basés sur le blanc. En milieu forestier, des formes ou trames noires ou vertes y sont appliquées en fonction de la densité du couvert végétal. En milieu montagnard, le vert laissera place à des nuances de gris ou noir, voir bleu pour la teinte de la glace.
| Exemple                                                          | En été | En hiver |
| ---------------------------------------------------------------- | ------ | -------- |
| Flecktarn / Schneetarn                                           |        |          |
| Camouflage des Forces armées finlandaises motifs désert / hivers |        |          |
| Jaguar de la Royal Air Force motifs été/hiver                    |        |          |
| Char Léopard norvégien en usage été / hiver                      |        |          |
| Ghillie suit version été / hiver                                 |        |          |